# Christiane Soeder
Christiane Soeder (Remscheid, 15 januari 1975) is een Oostenrijks professioneel wielrenster. Ze is professional sinds 2005. Haar specialisatie zijn de tijdritten. Op het wereldkampioenschap van 2007 en 2008 behaalde ze telkens de top 3 in de tijdrit.

## Erelijst
2003
- 2e op het nationaal kampioenschap tijdrijden (elite, vrouwen)
- 2e op het nationaal kampioenschap op de weg (elite, vrouwen)

2004
- 1e op het nationaal kampioenschap tijdrijden (elite, vrouwen)
- 1e op het nationaal kampioenschap op de weg (elite, vrouwen)

2005
- 3e in het eindklassement van de vrouwelijke wielerronde van de Drôme
- 1e op het nationaal kampioenschap tijdrijden (elite, vrouwen)

2006
- 1e op het nationaal kampioenschap tijdrijden (elite, vrouwen)
- 1e op het nationaal kampioenschap op de weg (elite, vrouwen)
- 1e in "The Ladies Golden Hour"

2007
- 1e op het nationaal wegcriterium (elite, vrouwen)
- 1e op het nationaal kampioenschap tijdrijden (elite, vrouwen)
- 3e op het wereldkampioenschap tijdrijden (elite, vrouwen)

2008
- 1e op het nationaal wegcriterium (elite, vrouwen)
- 1e in de 2e etappe Tour de l'Ardèche
- 2e op het wereldkampioenschap tijdrijden (elite, vrouwen)

2009
- 1e op het nationaal wegcriterium (elite, vrouwen)
- 1e op het nationaal kampioenschap tijdrijden (elite, vrouwen)
- 5e op het wereldkampioenschap tijdrijden (elite, vrouwen)

2010
- 1e op het Klimkampioenschap op de weg (elite, vrouwen)

2012
- 1e op het nationaal kampioenschap tijdrijden (elite, vrouwen)

- Gemeinsame Normdatei: 102158004X
- World Athletics: 14279831
- Réseau des bibliothèques de Suisse occidentale: 02-A020483184
- Système universitaire de documentation: 181765519
- Virtual International Authority File: 244825307
- WorldCat: E39PBJxMkPkQ9BhdXhCftpPxXd